# Linh dương Hirola
Linh dương Hirola (Beatragus hunteri) là một loài động vật có vú trong họ Bovidae, bộ Artiodactyla. Loài này được P. L. Sclater mô tả năm 1889.

## Hình ảnh

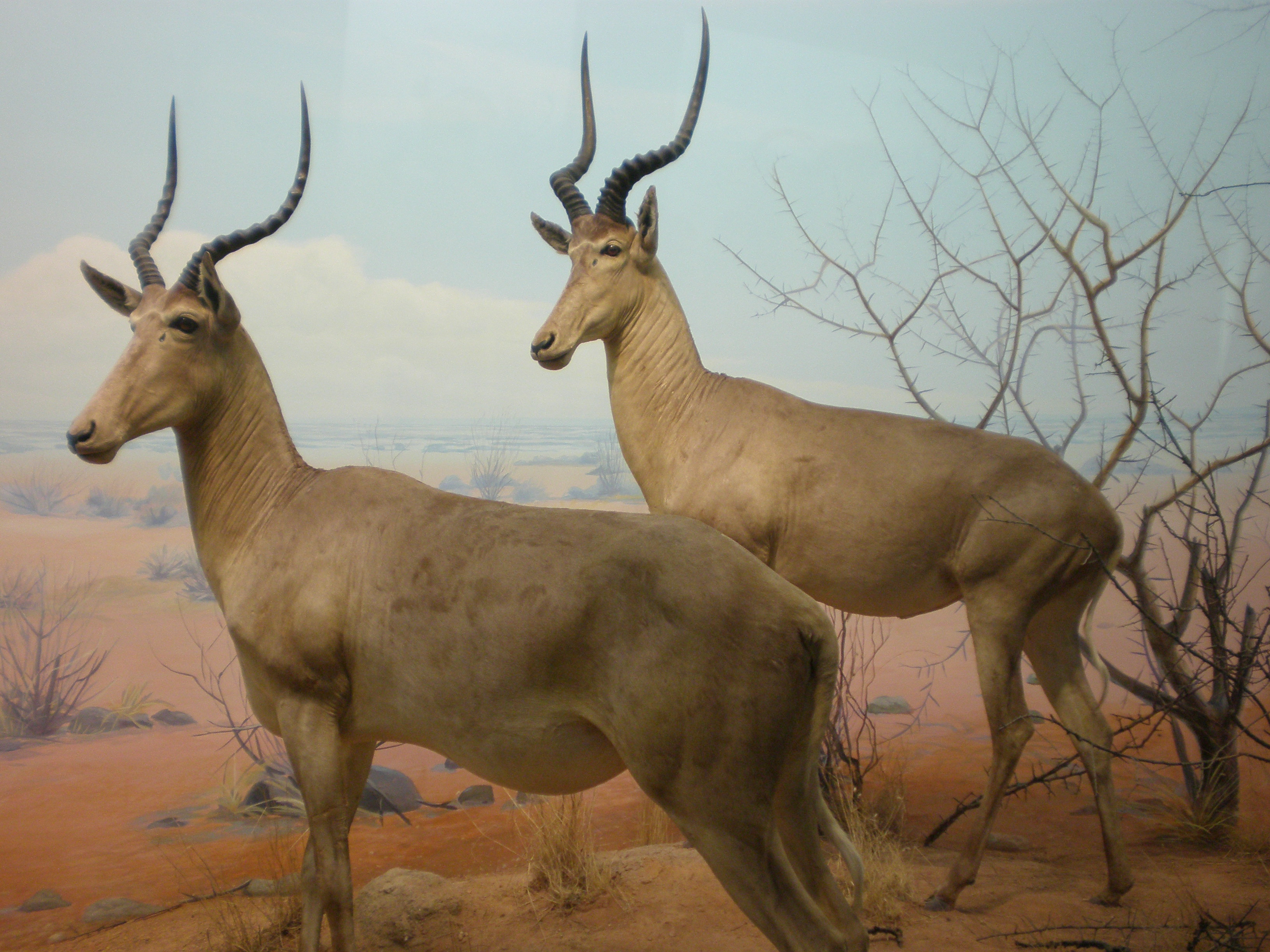